# Keeseekoose 66
Keeseekoose 66 är ett reservat i Kanada.   Det ligger i provinsen Saskatchewan, i den sydöstra delen av landet, 2 000 km väster om huvudstaden Ottawa.
Trakten runt Keeseekoose 66 består till största delen av jordbruksmark. Runt Keeseekoose 66 är det mycket glesbefolkat, med 4 invånare per kvadratkilometer.